# Long Beach Island

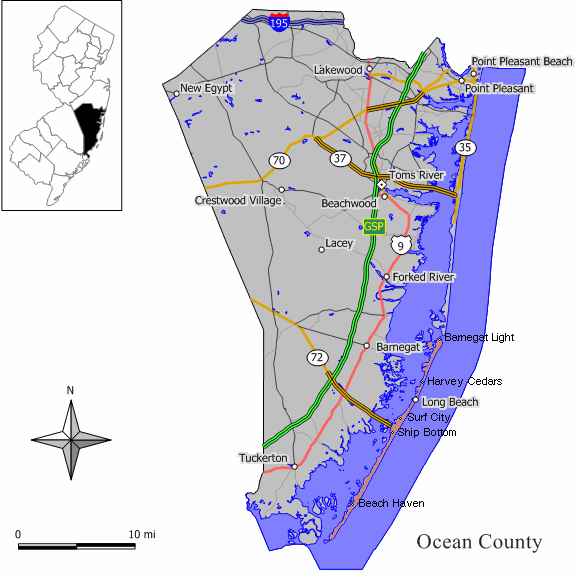
Situation de Long Beach Island (en rose, au sud) sur la carte de la côte du New Jersey.

Long Beach Island (également appelé LBI ou localement The Island) est un cordon dunaire ilien constitué sur un banc de sable le long de la côte atlantique sud du comté d'Ocean dans l'État du New Jersey aux États-Unis. Fortement urbanisé, avec la présence de six municipalités, sa population permanente est d'environ 20 000 habitants à l'année pouvant passer à plus de 100 000 résidents (les « shoobies ») en été.

## Géographie
Long Beach Island (LBI) est situé à 40 km au nord d'Atlantic City, à 89 km à l'est de Philadelphie et à 121 km au sud de New York. LBI fait approximativement 29 km de longueur (dont l'extrémité sud de 5 km constitue une réserve naturelle) pour environ 800 m de largeur maximale à Ship Bottom et 300 m de largeur minimale à Harvey Cedars.
Long Beach Island est accessible uniquement par la route 72.

### Municipalités
Long Beach Township est la plus importantes des six municipalités indépendantes de Long Beach Island, dont certaines sont divisées en boroughs :
- Barnegat Light
- Beach Haven
- Harvey Cedars
- Long Beach Township
  - Brant Beach
  - Beach Haven Crest
  - Beach Haven Gardens
  - Beach Haven Inlet
  - Beach Haven Park
  - Beach Haven Terrace
  - Brighton Beach
  - Haven Beach
  - High Bar Harbor
  - Holgate
  - Loveladies
  - North Beach Haven
  - North Beach
  - Peahala Park
  - South Beach Haven
  - Spray Beach
- Ship Bottom
- Surf City

## Histoire
En octobre 2012, Long Beach Island a été sévèrement touché par l'ouragan Sandy.